# Hunter's moon
Hunter's moon är ett shoot 'em up-spel, utvecklat av Martin Walker och utgivet av Thalamus för Commodore 64 1987. Trots att spelet bara består av 64 kilobyte data är spelvärlden ganska stor med 128 världar fördelade på 32 olika solsystem.
Målet med spelet är att samla tillräckligt många celler för att därigenom komma vidare till nästa bana. Gör spelaren detta tillräckligt fort får man hoppa över kommande banor.

## Mottagande
Spelet fick 92% i en recension i tidningen Zzap!64